# 碘苯腈
碘苯腈（4-羟基-3,5-二碘苯甲腈）是一种出苗后选择性腈类除草剂，主要用于洋葱作物，通常用量为300-900 g/Ha。
它是具有微弱酚类气味的可燃固体，其辛酸酯为无色难溶的固体，在碱性条件下可以水解为碘苯腈。